# Кам'яне (Кальміуський район)
Кам'яне (до 2016 року — Во́йкове) — село в Україні, у Кальміуській міській громаді Кальміуського району Донецької області. Населення становить 131 осіб.

## Географія
У селі бере початок Балка Кам'яна.

## Загальні відомості
Відстань до райцентру становить близько 17 км і проходить автошляхом місцевого значення.
Із 2014 р. внесено до переліку населених пунктів на Сході України, на яких тимчасово не діє українська влада.

## Населення
За даними перепису 2001 року населення села становило 131 особу, з них 62,6 % зазначили рідною мову українську та 34,35 % — російську.